# Mauro Gandolfi

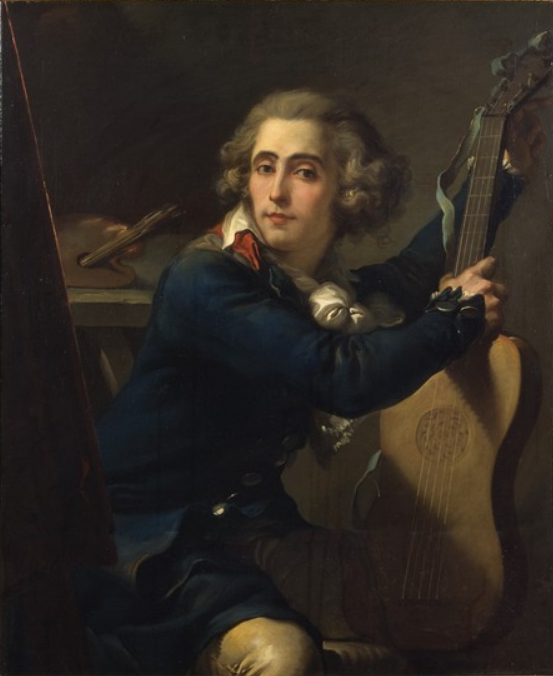
Autorretrato de Mauro Gandolfi, Pinacoteca de Bolonia.

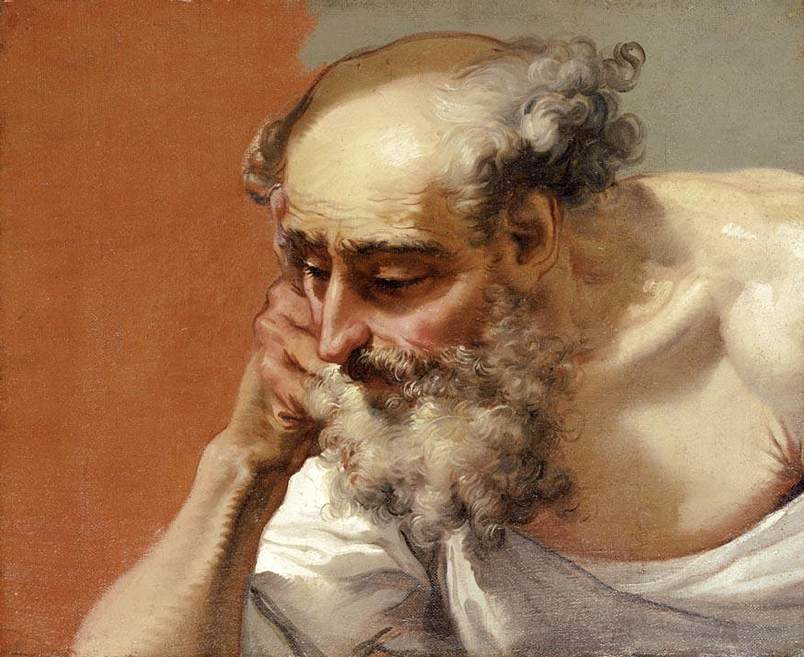
Estudio para la cabeza de un hombre barbado.

Mauro Gandolfi (Bolonia, 18 de septiembre de 1764 - Bolonia, 4 de enero de 1834), pintor italiano que trabajó durante el período neoclásico. Perteneciente a una familia de artistas, tanto su tío, Ubaldo, como su padre, Gaetano, fueron figuras preeminentes de la escena artística de su tiempo.

## Biografía
El mayor de los siete hijos de Gaetano Gandolfi, muy joven huyó del hogar paterno (1780) para enrolarse en el ejército francés. Solo volvió a su ciudad natal en 1786. Ya en 1791 se inscribió en la Accademia Clementina, como demuestran dos soberbios dibujos conservados en la Accademia di Belle Arti. Allí estuvo bajo la tutela de su padre, que dirigía la institución.
En 1792 contrajo matrimonio con Laura Zanetti y poco después (1794) conseguía un puesto de profesor en la Clementina. Un Autorretrato con laúd conservado en la Pinacoteca de Bolonia puede conmemorar esta ocasión.
En los siguientes años su actividad artística y docente fue intensa. En la autobiografía manuscrita que Mauro compuso en 1833 y conservada en la Pinacoteca di Brera de Milán, enumera una lista de sus obras. Entre ellas, cabe citar una notable serie de grabados con reproducciones de grandes obras de la pintura.
En 1807 se trasladó a Pistoia con toda su familia, para regresar a Bolonia algunos años después.
Fue padre de la también pintora Clementina Gandolfi, fruto de su primer matrimonio. De su segunda esposa, Caterina Pini, tuvo a Democrito Gandolfi, escultor.

## Obras destacadas
- Autorretrato con laúd (c. 1794, Pinacoteca Nacional de Bolonia)
- Retrato de muchacha con Sarafán y Kokoshnik (c. 1820, Museo Troponin, Moscú)